# متیل جاسمونات
متیل جاسمونات (به انگلیسی: Methyl jasmonate) با فرمول شیمیایی کربن۱۳هیدروژن۲۰اکسیژن۳ یک ترکیب شیمیایی است؛ که جرم مولی آن 224.3 g/mol می‌باشد. شکل ظاهری این ترکیب، مایع بی‌رنگ است.